# Квемо-Чибати
Квемо-Чибати (груз. ქვემო ჩიბათი) — село в Грузии, на территории Ланчхутского муниципалитета края (мхаре) Гурия.

## География
Село находится в западной части Грузии, при железнодорожной линии Самтредиа — Махинджаури, на расстоянии приблизительно 3 километров (по прямой) к западу от города Ланчхути, административного центра муниципалитета. Абсолютная высота — 18 метров над уровнем моря.

## Население
По результатам официальной переписи населения 2014 года, в Квемо-Чибати проживало 915 человек (442 мужчины и 473 женщины). В национальной структуре населения грузины составляли 99,3 %, русские — 0,3 %, украинцы — 0,2 %.
| Год  | Население, человек |
| ---- | ------------------ |
| 2002 | 1125               |
| 2014 | ↘ 915              |